# Christian Skladanowski
Christian Skladanowski (* 19. April 2004 in Berlin) ist ein deutsch-polnischer Basketballspieler.

## Werdegang
Skladanowski wurde in der Jugend des FC Bayern München ausgebildet. 2019 gewann er mit München die deutsche U16-Meisterschaft. Ab November 2020 spielte er für die zweite Herrenmannschaft des FC Bayern in der 2. Bundesliga ProB.
In der Saison 2023/24 stand Skladanowski in Diensten des spanischen Viertligisten Gipuzkoa Basket, war Leistungsträger der Mannschaft und erzielte in 22 Einsätzen im Durchschnitt 15,3 Punkte.
In der Sommerpause 2024 wechselte er zum Bundesligisten Würzburg Baskets.

### Nationalmannschaft
Skladanowski wurde 2018 ins Aufgebot der polnischen U14-Nationalmannschaft berufen. In den Altersbereichen U15 und U20 stand er dann in den Auswahlen des Deutschen Basketball-Bunds.